# Висока (Кадошкінський район)
Висо́ка (рос. Высокая, ерз. Высокая) — присілок у складі Кадошкінського району Мордовії, Росія. Входить до складу Кадошкінського міського поселення.
Населення — 27 осіб (2010; 100 у 2002).
Національний склад станом на 2002 рік:
- росіяни — 80 %